# Robert Chisholm
Robert Chisholm (né le 31 août 1957 à Kentville) est un syndicaliste et homme politique canadien.

## Biographie
Il a été député de la circonscription de Halifax Atlantic à l'Assemblée législative de la Nouvelle-Écosse du 27 août 1991 au 4 août 2003.  Il a été le chef du Nouveau Parti démocratique de la Nouvelle-Écosse du 30 mars 1996 au 14 juillet 2000.  À la suite de l'élection générale néo-écossaise de 1998, il a été le chef de l'opposition officielle à l'Assemblée législative, jusqu'en 2000.  En 2003, il a été recherchiste du Syndicat canadien de la fonction publique puis en 2007 directeur régional de la région de l'atlantique de ce syndicat.  Lors de l'élection générale fédérale du 2 mai 2011, il est élu député de la circonscription de Dartmouth—Cole Harbour à la Chambre des communes du Canada pour le Nouveau Parti démocratique du Canada.
Le 30 octobre 2011, il annonce sa candidature pour l'élection à la direction du Nouveau Parti démocratique du Canada, mais se retire de la course deux mois plus tard, citant son manque de bilinguisme.
Lors des élections générales de 2015, il a été défait par Darren Fisher du Parti libéral du Canada.